# Krater Ciołkowskiego
Krater Ciołkowskiego (Ciołkowski, ang. Tsiolkovskiy) – krater na powierzchni Księżyca o średnicy 185 km, położony na -21,2° szerokości południowej i 128,9° długości wschodniej.
Decyzją Międzynarodowej Unii Astronomicznej w 1961 roku został nazwany imieniem rosyjskiego uczonego i jednego z pionierów kosmonautyki polskiego pochodzenia, Konstantina Ciołkowskiego.